# Makarivka, Ivankiv
Makarivka (în ucraineană Макарівка) este localitatea de reședință a comunei Makarivka din raionul Ivankiv, regiunea Kiev, Ucraina.

## Demografie
Componența lingvistică a localității Makarivka
     Ucraineană (99,1%)
     Alte limbi (0,67%)
Conform recensământului din 2001, majoritatea populației localității Makarivka era vorbitoare de ucraineană (99,1%), existând în minoritate și vorbitori de alte limbi.